# Wintershouse
Wintershouse é uma comuna francesa na região administrativa de Grande Leste, no departamento Baixo Reno. Estende-se por uma área de 3,67 km². Em 2010 a comuna tinha 892 habitantes (densidade: 243,1 hab./km²).